# Ymir
În mitologia nordică, Ymir (pronunțat cu accent "EE-mir") este un jötun care a fost creat când focul din Muspelheim s-a intersectat (întâlnit) cu gheața din Niflheim în abisul din Ginnungagap, astfel gheața din Niflheim s-a topit, iar stropii care s-au format au căzut pe pământ creându-l pe Ymir.
Ymir mai este denumit și gigantul vieții pentru că acesta a creat viață (Acesta nu a creat viața din cele 9 tărâmuri ale copacului Yggdrasill).